# Papuaatzel
Die Papuaatzel (Mino dumontii) ist ein Singvogel aus der Familie der Stare.

## Merkmale
Dieser Star ähnelt auf den ersten Blick dem Beo, ist jedoch relativ einfach von diesem zu unterscheiden. So fehlt ihr der für Beos typische Hautlappen im Kopfbereich. Stattdessen besitzt sie auffällige, leuchtend gelbe Flecken rund um die schwarzgefärbten Augen. Die Haut dieser Augenflecken ist mit einer Orangenschale vergleichbar. Das Gefieder ist größtenteils schwarz mit einem metallischen Glanz. Der Bürzel ist gelb und die Schwanzdecken sind weiß gefiedert. Der spitze Schnabel und die Beine sind orange. Die Papuaatzel kann eine Länge von bis zu 29 cm erreichen. Die Geschlechter sind äußerlich nicht zu unterscheiden.

## Vorkommen
Die Heimat der Papuaatzel umfasst Neuguinea, den Bismarck-Archipel und die Salomonen. Dort bewohnt sie vor allem tropische Regenwälder und Mangroven.

## Verhalten
Wie die meisten Starenvögel lebt die Papuaatzel sehr gesellig und lebt paarweise oder in Gruppen. Sie ist ein Allesfresser, auf deren Speiseplan hauptsächlich Früchte und Insekten zu finden sind. Die Nahrungssuche erfolgt sowohl auf dem Boden als auch im Geäst der Bäume.

## Fortpflanzung
Über das Brutverhalten der Papuatzel in freier Wildbahn ist wenig bekannt. In Gefangenschaft brüten sie meist mehrmals jährlich und scheinen dabei an keine feste Fortpflanzungszeit gebunden zu sein. Sie nisten, wie die meisten ihrer Verwandten, in Baumhöhlen oder aufgestellten Nistkästen, die sie mit trockenem Gras, Holzstücken und Blättern auspolstern. Das Gelege besteht aus zwei bis vier Eiern, die etwa 14 Tage lang bebrütet werden. Das Weibchen übernimmt dabei den größten Teil der Brutarbeit. Die Jungvögel sind nach dem Schlupf nackt und blind. Sie werden von beiden Altvögeln gefüttert, bis sie nach etwa vier Wochen die Flugfähigkeit erreichen und das Nest verlassen können.

## Mensch und Papuaatzel
Die Papuatzel ist in ihrem Verbreitungsgebiet noch ziemlich häufig und wird daher von der IUCN als nicht gefährdet (least concern) geführt. Sie wird zwar für die Liebhaberhaltung exportiert, jedoch bei weitem nicht so häufig wie der Beo. Man findet sie gelegentlich in zoologischen Gärten und Vogelparks, jedoch seltener in Privathaltung. Da sie als Weichfresser einen recht dünnflüssigen Kot ausscheidet und zudem laute Rufe von sich gibt, ist sie für die Wohnungshaltung nur sehr bedingt geeignet.